# Grand Prix Velké Británie 1997
Grand Prix Velké Británie 1997 (L Foster's British Grand Prix) devátý závod 48. ročníku mistrovství světa jezdců Formule 1 a 39. ročníku poháru konstruktérů, historicky již 606. Grand Prix, se uskutečnila na okruhu Silverstone.

## Výsledky

### Kvalifikace
| Pořadí | Číslo | Jezdec                | Konstruktér       | Čas      | Odstup |
| ------ | ----- | --------------------- | ----------------- | -------- | ------ |
| 1      | 3     | Jacques Villeneuve    | Williams-Renault  | 1:21.598 |        |
| 2      | 4     | Heinz-Harald Frentzen | Williams-Renault  | 1:21.732 | +0.134 |
| 3      | 9     | Mika Häkkinen         | McLaren-Mercedes  | 1:21.797 | +0.199 |
| 4      | 5     | Michael Schumacher    | Ferrari           | 1:21.977 | +0.379 |
| 5      | 11    | Ralf Schumacher       | Jordan-Peugeot    | 1:22.277 | +0.679 |
| 6      | 10    | David Coulthard       | McLaren-Mercedes  | 1:22.279 | +0.681 |
| 7      | 6     | Eddie Irvine          | Ferrari           | 1:22.342 | +0.744 |
| 8      | 8     | Alexander Wurz        | Benetton-Renault  | 1:22.344 | +0.746 |
| 9      | 16    | Johnny Herbert        | Sauber-Petronas   | 1:22.368 | +0.770 |
| 10     | 12    | Giancarlo Fisichella  | Jordan-Peugeot    | 1:22.371 | +0.773 |
| 11     | 7     | Jean Alesi            | Benetton-Renault  | 1:22.392 | +0.794 |
| 12     | 1     | Damon Hill            | Arrows-Yamaha     | 1:23.271 | +1.673 |
| 13     | 14    | Jarno Trulli          | Prost-Mugen-Honda | 1:23.366 | +1.768 |
| 14     | 15    | Šindži Nakano         | Prost-Mugen-Honda | 1:23.887 | +2.289 |
| 15     | 23    | Jan Magnussen         | Stewart-Ford      | 1:24.067 | +2.469 |
| 16     | 2     | Pedro Diniz           | Arrows-Yamaha     | 1:24.239 | +2.641 |
| 17     | 19    | Mika Salo             | Tyrrell-Ford      | 1:24.478 | +2.880 |
| 18     | 20    | Ukjó Katajama         | Minardi-Hart      | 1:24.553 | +2.955 |
| 19     | 18    | Jos Verstappen        | Tyrrell-Ford      | 1:25.010 | +3.412 |
| 20     | 21    | Tarso Marques         | Minardi-Hart      | 1:25.154 | +3.556 |
| 21     | 22    | Rubens Barrichello    | Stewart-Ford      | 1:25.525 | +3.927 |
| 22     | 17    | Norberto Fontana      | Sauber-Petronas   | bez času |        |

### Závod
| Pořadí | Číslo | Jezdec                | Konstruktér       | Kola | Čas/odstoupení           | Start | Body |
| ------ | ----- | --------------------- | ----------------- | ---- | ------------------------ | ----- | ---- |
| 1      | 3     | Jacques Villeneuve    | Williams-Renault  | 59   | 1:28:01.665              | 1     | 10   |
| 2      | 7     | Jean Alesi            | Benetton-Renault  | 59   | +10.205                  | 11    | 6    |
| 3      | 8     | Alexander Wurz        | Benetton-Renault  | 59   | +11.296                  | 8     | 4    |
| 4      | 10    | David Coulthard       | McLaren-Mercedes  | 59   | +31.229                  | 6     | 3    |
| 5      | 11    | Ralf Schumacher       | Jordan-Peugeot    | 59   | +31.880                  | 5     | 2    |
| 6      | 1     | Damon Hill            | Arrows-Yamaha     | 59   | +1:13.552                | 12    | 1    |
| 7      | 12    | Giancarlo Fisichella  | Jordan-Peugeot    | 58   | +1 kolo                  | 10    |      |
| 8      | 14    | Jarno Trulli          | Prost-Mugen-Honda | 58   | +1 kolo                  | 13    |      |
| 9      | 17    | Norberto Fontana      | Sauber-Petronas   | 58   | +1 kolo                  | 14    |      |
| 10     | 21    | Tarso Marques         | Minardi-Hart      | 58   | +1 kolo                  | 21    |      |
| 11     | 15    | Šindži Nakano         | Prost-Mugen-Honda | 57   | Motor                    | 15    |      |
| Ret    | 9     | Mika Häkkinen         | McLaren-Mercedes  | 52   | Motor                    | 3     |      |
| Ret    | 23    | Jan Magnussen         | Stewart-Ford      | 50   | Motor                    | 16    |      |
| Ret    | 18    | Jos Verstappen        | Tyrrell-Ford      | 45   | Motor                    | 20    |      |
| Ret    | 6     | Eddie Irvine          | Ferrari           | 44   | Hnací hřídel polonápravy | 7     |      |
| Ret    | 19    | Mika Salo             | Tyrrell-Ford      | 44   | Motor                    | 18    |      |
| Ret    | 16    | Johnny Herbert        | Sauber-Petronas   | 42   | Elektronika              | 9     |      |
| Ret    | 5     | Michael Schumacher    | Ferrari           | 38   | Ložisko kola             | 4     |      |
| Ret    | 22    | Rubens Barrichello    | Stewart-Ford      | 37   | Motor                    | 22    |      |
| Ret    | 2     | Pedro Diniz           | Arrows-Yamaha     | 29   | Motor                    | 17    |      |
| Ret    | 4     | Heinz-Harald Frentzen | Williams-Renault  | 0    | Kolize                   | 2     |      |
| Ret    | 20    | Ukjó Katajama         | Minardi-Hart      | 0    | Nehoda                   | 19    |      |

## Průběžné pořadí šampionátu
Pohár jezdců
| Pořadí | Jezdec                | Body |
| ------ | --------------------- | ---- |
| 1      | Michael Schumacher    | 47   |
| 2      | Jacques Villeneuve    | 43   |
| 3      | Jean Alesi            | 21   |
| 4      | Heinz-Harald Frentzen | 19   |
| 5      | Eddie Irvine          | 18   |

Pohár konstruktérů
| Pořadí | Konstruktér       | Body |
| ------ | ----------------- | ---- |
| 1      | Ferrari           | 65   |
| 2      | Williams-Renault  | 62   |
| 3      | Benetton-Renault  | 35   |
| 4      | McLaren-Mercedes  | 24   |
| 5      | Prost-Mugen-Honda | 16   |